# کیچان
کیچان (به ارمنی: Կիչան) یک منطقهٔ مسکونی در جمهوری آرتساخ است که در استان مارتاکرت واقع شده‌است. کیچان ۱۶۸ نفر جمعیت دارد و ۹۳۵ متر بالاتر از سطح دریا واقع شده‌است.